# Кремень (фильм, 2007)
«Креме́нь» — российский драматический фильм 2007 года. Режиссёр — Алексей Мизгирёв.

## Сюжет
Антон Ремизов, уроженец Альметьевска, демобилизуется из армии и приезжает в Москву. Здесь его ждёт встреча с одноклассницей Зинаидой, в которую он всё это время был влюблён, и её родителями, бывшими земляками. Девушка отвергает неадекватно ведущего себя Антона, её родители уговаривают его вернуться в родной город к одинокой матери. Следуя твёрдым жизненным принципам («Моё слово — кремень»), Антон принимает решение остаться в Москве и достичь поставленных целей любой ценой.
Он устраивается работать в милицию. Однако за низкую служебную этику (сон на работе, употребление спиртного) майор требует от него написать рапорт об увольнении. Ремизов упрашивает его не делать этого, майор соглашается, но при условии, что Ремизов отныне будет сообщать ему о злоупотреблениях, совершаемых другими сотрудниками.
Ремизов начинает работать с сержантом Чахловым, который вместе с другими «оборотнями в погонах» берёт взятки и «крышует» бандитов. Когда они приезжают на вызов об убийстве проститутки-нелегалки, сутенёр, совершивший убийство, даёт большую взятку долларами. Убийство «вешают» на невиновного гастарбайтера, работающего на стройке, с которой Чахлов собирает дань. Когда сержант отдаёт Ремизову часть денег, тот отказывается, и вместо этого просит автомобиль, который Чахлов накануне «отжал» у отца Зины, владельца автосервиса. Чахлов соглашается, заметив, что Ремизов ещё будет ему за это должен.
Антон возвращает Николаю автомобиль и просит у него разрешения жениться на Зине. Но тот, не желая дочери такого жениха, отказывает. Рассерженный Ремизов решает отомстить. Он подбрасывает ему в автосервис украденную в армии гранату, а затем арестовывает за незаконное хранение оружия.
Желая спасти отца от тюремного срока, девушка приходит к Ремизову и сообщает, что согласна с ним встречаться, если он поможет отцу выйти. Ремизов бежит назад к Чахлову и просит всё исправить. Но тот отказывает, потому что дело уже заведено и есть зарегистрированные показания. Ремизов решает исправить проблему за счёт самого Чахлова. Он заставляет старшего из отряда гастарбайтеров, откуда взяли оговорённого за убийство проститутки человека, написать на Чахлова заявление, а также рассказывает о делах Чахлова майору. Но тот говорит, что заявление гастарбайтера ничего не значит, и чтобы что-то изменить, написать рапорт должен сам Ремизов, что тот и делает. Николая освобождают, но он говорит Ремизову, что Зинаида встречается с москвичом, и они собираются скоро пожениться.
Узнав о предательстве, Чахлов избивает Ремизова в туалете общежития и напоминает, что у того есть долг за автомобиль. Чтобы рассчитаться, Антон должен убить земляка Чахлова, бизнесмена родом из Самары. Ремизов получает револьвер, прячется в подъезде, но в последний момент не решается выстрелить в человека, а Чахлову объясняет, что заело курок. Чахлов советует Ремизову уволиться из милиции и убраться из Москвы.
Раздобыв пистолет, Ремизов приходит в подпольный притон, где отдыхают Чахлов со своими сообщниками из милиции, и убивает их всех вместе с сутенёром. Далее показывается доска почёта в милиции, где висит вырезка из газеты с фотографией Ремизова и заголовком «Рядовой ППС разоблачил банду сутенёров».
В финальной сцене фильма Ремизов, уже в звании сержанта, вместе с подчинёнными проверяет документы у людей на станции. Внезапно он видит Зину, которая покупает билет в Южное Бутово. Он спрашивает у девушки, где её кольцо, но она отвечает, что отец выдумал историю с женихом. Зина уезжает на электричке, а Ремизов приказывает подчинённому отпустить плохо одетого человека без регистрации, у которого тот вымогал взятку.

## В ролях
| Актёр                 | Роль               |
| --------------------- | ------------------ |
| Евгений Антропов      | Антон Ремизов      |
| Анастасия Безбородова | Зина               |
| Сергей Шеховцов       | Николай, отец Зины |
| Татьяна Насташевская  | мать Зины          |
| Дмитрий Куличков      | сержант Чахлов     |
| Карэн Бадалов         | майор              |
| Виктор Алфёров        | продавец часов     |
| Александр Голубев     | прапорщик          |

## Награды
- 2007 — ОРКФ «Кинотавр»[1]
  - приз за лучший дебют — «Кремень», режиссёр Алексей Мизгирёв
  - приз имени Григория Горина «За лучший сценарий» — Алексей Мизгирёв, Юрий Клавдиев
- 2007 — МКФ в Мангейме — приз им. Р. В. Фассбиндера — Алексей Мизгирёв, «Кремень»[2]
- 2007 — МКФ в Марокко — приз жюри — Алексей Мизгирёв, «Кремень»
- 2007 — XIII Международный кинофестиваль фильмов о правах человека «Сталкер» — приз «Сталкер» за лучший игровой фильм — «Кремень», режиссёр Алексей Мизгирёв[3]

## Реакция
Отзывы в прессе о фильме были довольно жёсткие — от «Геморрой нашего времени. У Плюмбума появился сын, а у Данилы Багрова — младший брат» до «фильм про целое отделение милиционеров-отморозков».
Также многими отмечалось заимствование фабулы и вторичность по отношению к фильму Мартина Скорсезе «Таксист».